# Parasyrisca pshartica
Parasyrisca pshartica Ovtsharenko, Platnick & Marusik, 1995 è un ragno appartenente alla famiglia Gnaphosidae.

## Etimologia
Il nome della specie deriva dal monte tagico in cui sono stati rinvenuti gli esemplari: il monte Pshart; in aggiunta il suffisso -ica che, a detta del descrittore, è un'arbitraria combinazione di lettere.

## Caratteristiche
L'olotipo femminile rinvenuto ha lunghezza totale è di 13,20mm; la lunghezza del cefalotorace è di 5,70mm; e la larghezza è di 4,35mm.

## Distribuzione
La specie è stata reperita in Tagikistan: l'olotipo femminile è stato rinvenuto a 4900 metri di altitudine sul monte Pshart, nella Provincia Autonoma di Gorno-Badachšan.

## Tassonomia
Al 2015 non sono note sottospecie e dal 1995 non sono stati esaminati nuovi esemplari.